# Arne Mellnäs
Arne Otto Birger Mellnäs (Stockholm, 30 augustus 1933 – Stockholm, 22 november 2002) was een Zweeds componist, muziekpedagoog en dirigent.

## Levensloop
Hij studeerde aan het Kungliga Musikhögskolan (Koninklijke Conservatorium) te Stockholm van 1953 tot 1961 war hij het muziekleraar examen in 1958 aflegde en daarna compositie studeerde bij Erland von Koch, Lars-Erik Larsson, Karl-Birger Blomdahl en Bo Wallner. Aansluitend studeerde hij noch muziektheorie tot 1963. Ook in het buitenland heeft hij studies gedaan, zoals in 1959 aan de Hochschule für Musik bij Boris Blacher in Berlijn, in 1961 bij Max Deutsch in Parijs en in 1962 bij György Ligeti in Wenen. Vooral heeft György Ligeti een grote invloed gehad op Mellnäs.
Hij heeft eveneens studies gedaan voor elektronische muziek, zo onder andere in Tokio, Japan, van 1962 tot 1963 bij Gottfried Michael Koenig in Bilthoven en in 1964 werkte hij aan de Tape Music Center in San Francisco, Verenigde Staten van Amerika.
Van 1961 tot 1963 leerde hij muziektheorie in Stockholmse scholen en in 1963 werd hij docent voor muziektheorie aan het Kungliga Musikhögskolan te Stockholm, waar hij van 1972 tot 1986 orkestratie doceerde. In 1985 was hij visiting professor of composition aan de Rice University, Houston, Texas.
Sinds 1986 is hij freelance componist. Een aantal prijzen en onderscheidingen heeft hij op zijn naam staan, zoals 1963 de Gaudeamus Award tijdens de Gaudeamus Muziekweek voor het werk Collage. In de Zweedse compositiewereld had hij een belangrijke rol, omdat hij de technische innovatie van de avant-garde stijlen in de Zweedse muziek het meest heeft naar voren gebracht. Zijn lange adem en de absolute kennis van de mogelijkheden en de capaciteiten van de verschillende instrumenten waren voor hem een groot voordeel.
Van 1983 tot 1996 behoorde hij tot het bestuur van de Zweedse sectie van het ISCM en van 1979 tot 1989 was hij eveneens bestuurslid van de Vereniging van Zweedse componisten. Sinds 1984 was hij lid van de Koninklijke Zweedse Akademie voor muziek en in de tijd van 1996 tot 2002 was hij president van de Internationale ISCM.

## Composities

### Werken voor orkest

#### Symfonieën
- 1986 Symfonie no. 1 "Ikaros"
- 2002 Symfonie no 2 "Den natten", voor sopraan, bariton, gemengd koor en orkest - tekst: Magnus William-Olsson

#### Solo concerten voor instrumenten en orkest
- 1957 Concerto, voor klarinet en strijkorkest
- 1992 Intimate Games, concert voor dwarsfluit en kamerorkest
- 1999 Labyrinthos, concert voor altsaxofoon en orkest

#### Andere werken voor orkest
- 1959 Musik för orkester
- 1961 Chiasmos
- 1962 Collage
- 1964 Aura
- 1972 Transparence
- 1977 Moments musicaux
- 1978 Capriccio
- 1989 Passages
- 2000 5 Bagatelle voor strijkorkest

### Werken voor harmonieorkest
- 1963 Tombola, voor trombone, elektrische gitaar, piano en blazers
- 1974 Blow voor symfonisch blaasorkest
- 1978 Besvärjelser - Incantations voor symfonisch blaasorkest
- 1978 Incantations
- 1982 Apertura voor koperblazers en slagwerk (4 trompetten, 4 hoorns, 4 trombones, 2 tuba's, 2 slagwerkers)

### Missen, cantates en geestelijke muziek
- 1959 Missa brevis voor gemengd koor
- 1973 Vae... voor gemengd koor en orgel - tekst (Latijn): uit de bijbel

### Muziektheater

#### Opera's
| Voltooid in | titel                                         | aktes             | première                                         | libretto                              |
| ----------- | --------------------------------------------- | ----------------- | ------------------------------------------------ | ------------------------------------- |
| 1975        | Erik den helige kerkopera                     |                   | 18 mei 1976, Stockholm, Engelbrektskyrkan        | Bengt V. Wall                         |
| 1980        | Spöket på Canterville (The Canterville Ghost) | 1 akte, 11 scènes | 25 april 1981, Umeå, Norrlandsoperan             | van de componist naar Oscar Wilde     |
| 1984        | Dans på rosor (Bed of Roses)                  | 1 akte, 10 scènes | 28 januari 1989, Frederiksholms, Borups Höjskole | Oddur Björnsson                       |
| 1987-1990   | Doktor Glas                                   |                   | 7 april 1994, Stockholm, Koninklijk theater      | Björn Håkanson naar Hjalmar Söderberg |

### Werken voor koren
- 1965 Succsim voor gemengd koor
- 1969 Aglepta voor kinderkoor - tekst: spell formula, Bengt af Klintberg
- 1970 Dream voor gemengd koor - tekst (Engels): E. E. Cummings
- 1971 Der Seufzer voor vrouwen of kinderkoor (SSA) - tekst (Duits): Christian Morgenstern
- 1973 Mara mara minne voor gemengd koor - tekst: spell formula, Bengt af Klintberg
- 1973 Bossa buffa voor gemengd koor - tekst (Latijn): Cicero
- 1973 a wind has blown voor gemengd koor - tekst (Engels): E. E. Cummings
- 1973 Tre körsatser (Three Choral Settings) voor gemengd koor - tekst (Zweeds/Engels): Tage Danielsson, transl. Gunilla Marcus
- 1982 L'Infinito voor gemengd koor - tekst (Italiaans): Giacomo Leopardi
- 1994 Laude voor gemengd koor - tekst (Italiaans): Francesco d'Assisi
- 1994 Kosmos, 11 körvisor om livet, djuren och naturen
- 1998 Sweet Spring voor gemengd koor - tekst (Engels): Thomas Nashe, Charlotte Smith, E. E. Cummings
  1. Spring
  2. Elegiac Sonnet
  3. O the sun

### Vocale werken met orkest of instrumenten
- 1958 Faste-Psalm voor zang en orgel - tekst (Zweeds): Anders Frostenson
- 1969 Inte alltid voor zang en piano - tekst (Zweeds): Tage Danielsson
- 1972 Omnia tempus habent voor sopraan solo - tekst (Latijn): uit de bijbel
- 1973 Sub luna voor sopraan, fluit/hobo, viool en harp - tekst (Zweeds): Chinese poems, transl. P.-E. Wahlund
- 1979 A Child's Garden of Verses voor sopraan en fluit - tekst (Engels): R.L.Stevenson
- 1980 Nocturnes voor mezzosopraan, fluit, klarinet, altviool, cello en piano - tekst (Frans, Latijn, Engels): Baudelaire, Swedenborg, Blake, Shelley
- 1980 Japansk danslek voor sopraan, percussie-ensemble - tekst (Zweeds): S.Weöres, transl. J.Csatlos
- 1983 Dementerande voor bariton solo

### Kamermuziek
- 1959 Dagsfärd och natthärbärge drie liederen voor sopraan, fluit, altviool en harp - tekst (Zweeds): Ella Hillbäck
- 1961 Växlingar voor fluit en klarinet
- 1961 Färgernas hjärta voor sopraan, alt, tenor, bassolo, fluit, klarinet, viool, cello, slagwerk en celesta - tekst (Zweeds): Key-åberg
- 1963 Per caso voor altsaxofoon, trombone, viool, contrabas en twee slagwerkers
- 1963 Tombola voor hoorn, trombone, elektrische gitaar en piano
- 1965 Gestes sonores voor kamerensemble
- 1968 Quasi niente voor 1 tot 4 strijktrio’s
- 1970 Cabrillo voor klarinet, trombone, cello en slagwerk
- 1970 Capricorn Flakes voor piano, klavecimbel en vibrafoon
- 1973 Ceremus voor fluit, klarinet, trompet, trombone, slagwerk en contrabas
- 1973 Fragments for Family Flute voor 1-4 fluiten
- 1973 Fragile voor ongespecificeerde instrumenten
- 1975 The Mummy and the Hummingbird voor blokfluit en klavecimbel
- 1976 Soliloquium voor fagot solo
- 1979 Rendez-vous 1 voor klarinet en basklarinet
- 1981 Riflessioni voor klarinet of basklarinet solo met geluidsband
- 1981 Pièces fugitives voor fluit, viool, fagot, gitaar en klavecimbel
- 1982 31 Variations on CAGE voor twee piano's en slagwerk
- 1983 Rendez-vous 2 voor fluit en slagwerk
- 1985 Stampede voor saxofoonkwartet
- 1986 Gardens voor fluit, klarinet, viool, cello, slagwerk en piano
- 1991 No Roses for Madame F. voor saxofoonkwartet
- 1991 Rolando furioso voor viool en klavecimbel
- 1993 Endymion voor fluit, altsaxofoon, basklarinet, viool, altviool, cello en piano
- 1993 Quartetto d'archi 1 "Hommages" voor strijkkwartet
- 1995 Rendez-vous 3 voor hobo en piano
- 1995 Estampes per corno solo voor hoorn
- 1996 Rendez-vous 4 "Hoquetus" voor altsaxofoon en trombone
- 1997 Rendez-vous 5 "Le chasseur et la nymphe" voor hoorn en harp
- 1997 Like raindrops, pearls on velvet voor fluit, altviool en gitaar

### Werken voor toetseninstrumenten (orgel, piano, klavecimbel)
- 1967 Fixations voor orgel
- 1970 Agréments voor klavecimbel solo
- 1971 Schizofoni voor piano solo
- 1971 Disparitions voor orgel
- 1979 Canzona svedese voor klavecimbel solo
- 1984 Expansion & Echoes voor piano solo
- 1992 Tre miniatyrporträtt voor piano solo, linke hand

### Elektroakustische muziek
- 1966 Intensity 6.5 - Edgar Varèse in memoriam
- 1968 Conglomérat
- 1969 Eufoni
- 1969 Kaleidovision televisie ballet
- 1969 Monotrem
- 1970 Far Out - Portrait of Laura Nyro tekst/sound compositie, geluidsband
- 1970 Appassionato

## Publicaties
- Från Gamla och Nya världen. Nutida Musik. 1964/65. 223p
- Ur en kluddbok. Nutida Musik. 1965/66. 43 p.
- Fixerade idéer. Nutida Musik. 1967/68, 59 p.
- Det musikaliska hantverket (with Lars Edlund). Ed. Swedish Radio. 1968.
- Kann ein Komponist vom Komponieren leben? (with F. Rabe, L. J. Werle), Melos. 1969. 162 p.
- Den svenske tonsättarens situation. Nutida Musik. 1970/71. 32 p.